# بيبي مارتينيز
بيبي مارتينيز (بالإسبانية: Pepe Martínez)‏ هو موسيقي إسباني، ولد في 8 سبتمبر 1922، وتوفي في 1985.

## وصلات خارجية
- بيبي مارتينيز على موقع ميوزك برينز (الإنجليزية)
- بيبي مارتينيز على موقع ديسكوغز (الإنجليزية)